# Svarttjärnen (Ramsele socken, Ångermanland, 703964-152855)
Svarttjärnen är en sjö i Sollefteå kommun i Ångermanland och ingår i Ångermanälvens huvudavrinningsområde.